# 叶敬棠
叶敬棠（1930年—），男，浙江衢州人，中国流体力学家、力学教育家，曾任复旦大学教授，中国力学学会理事，上海市力学学会副理事长。